# Penélope (película de 2018)
Penélope es una película de comedia dramática argentina de 2018 dirigida por Agustín Adba. Sigue la vida de una joven que no puede construir relaciones afectivas más allá de lo sexual. Está protagonizada por Cumelén Sanz, Sergio Pángaro y Juan Barberini. La película se estrenó mundialmente el 17 de abril de 2018 en el Buenos Aires Festival Internacional de Cine Independiente.

## Sinopsis
La historia se centra en Penélope, una estudiante de arquitectura que sale de fiesta todas las noches para conocer hombres y mujeres con los cuales establece una relación sexual efímera, demostrando una personalidad suelta y libre.

## Elenco
- Cumelén Sanz como Penélope
- Sergio Pángaro como Víctor
- Juan Barberini como Antón
- Fran Stella como Eric
- Ailín Zaninovich como Carla
- Lucas Escariz como Lucas
- Pedro Merlo como Pedro
- Alfredo Staffolani como Moisés
- Piwa La Piwa como Filo
- Juan Pablo Sierra como Estanciero
- Rodolfo Carl como Octavio
- Paula Bertolini como Paula
- Florencia Blanco como Florencia
- Matías Ayerza como Crítico de cine
- Eugenio G. Llambi como Profesor

## Recepción

### Comentarios de la crítica
La película recibió críticas mixtas por parte de la prensa. Diego Batlle de Otros cines expresó que la cinta es «elegante en su forma y bien interpretada» y se «luce mucho más durante la primera mitad», sin embargo, mencionó que «el principal problema es que parece quedarse sin demasiadas ideas». Fausto Fernández de Fotogramas manifestó que lo mejor es «el tono estético del film» y lo peor «esos cortes radiofónicos que no vienen a cuento». Sami Schuster de Cinéfilo serial elogió la interpretación de Sanz describiendo que «la protagonista está muy bien encarnada» y «adopta una postura muy natural», aunque cuestionó que «el mayor problema del film recae en que no existe un conflicto dramático definido, solo se busca mostrar esta composición de un personaje femenino distinto».
En una reseña para A sala llena, Matías Orta escribió que la actuación de Sanz «es de lo mejor de la película, pero la falta de solides del guión la ayuda hasta cierto punto», pero que también «se trata de una producción fallida», en la cual «Abda debería mejorar cuestiones de guion». Juan Pablo Cinelli de Página 12 opinó que la cinta presenta una «puntillosa puesta en escena y una labor fotográfica y sonora de alto vuelo», pero que «la película de Adba tarda demasiado en mostrar sus mejores cartas narrativas».

### Premios y nominaciones
| Lista de premios y nominaciones | Lista de premios y nominaciones                           | Lista de premios y nominaciones | Lista de premios y nominaciones | Lista de premios y nominaciones | Lista de premios y nominaciones |
| Año                             | Organización                                              | Categoría                       | Nominado/a(s)                   | Resultado                       | Ref(s)                          |
| ------------------------------- | --------------------------------------------------------- | ------------------------------- | ------------------------------- | ------------------------------- | ------------------------------- |
| 2018                            | Buenos Aires Festival Internacional de Cine Independiente | Mejor montaje                   | Manuel Ferrari                  | Nominado                        | [ 10 ]                          |